# 5683 Bifukumonin
5683 Bifukumonin eller 1990 UD är en asteroid i huvudbältet som upptäcktes den 19 oktober 1990 av den japanska astronomen Takeshi Urata vid Nihondaira-observatoriet. Den är uppkallad efter den japanska kejsarinnan Bifukumon-In.
Asteroiden har en diameter på ungefär 4 kilometer.